# 岩佐義宏
岩佐 義宏（いわさ よしひろ、1958年（昭和33年） - ）は、日本の物理学者・工学者。東京大学教授。研究分野は固体物理学、材料科学。

## 来歴・人物
広島県呉市に生まれる。1977年修道高等学校を卒業。1981年東京大学工学部物理工学科卒業、1983年東京大学大学院工学研究科物理工学専門課程修士課程修了、1986年東京大学大学院工学研究科物理工学専門課程博士課程修了（工学博士）し、同年東京大学工学部物理工学科助手となる。その後、同講師、AT&T Bell Laboratories客員研究員、北陸先端科学技術大学院大学材料科学研究科助教授、東北大学金属材料研究所教授を経て、2010年東京大学大学院工学系研究科附属量子相エレクトロニクス研究センター教授に就任。2013年には同研究センター長となる。また2010年から理化学研究所のチームリーダーも兼務している。

## 受賞歴
- 2002年 - 第12回金属材料科学助成賞
- 2004年
  - 第18回日本IBM科学賞
  - Daiwa Adrian Prize
- 2007年
  - 矢崎学術功績賞
  - 第29回応用物理学会論文賞
- 2010年 - 第14回超伝導科学技術賞
- 2014年 - 文部科学大臣表彰科学技術賞研究部門
- 2015年 - 第12回本多フロンティア賞
- 2019年 - 第65回仁科記念賞